# Erich Schärer
Erich Schärer, född 1 september 1946 i Zürich, är en schweizisk före detta bobåkare.
Schärer blev olympisk guldmedaljör i tvåmansbob vid vinterspelen 1980 i Lake Placid.